# James Ussher
James Ussher, parfois épelé Usher, en latin Usserius (né le 4 janvier 1581 – mort le 21 mars 1656) a exercé les fonctions d’archevêque anglican d’Armagh et de primat d’Irlande entre 1625 et 1656. Ce théologien prolifique a notamment publié une chronologie biblique situant la Création dans la nuit précédant le dimanche 23 octobre 4004 avant Jésus-Christ (dans le calendrier julien).

## Formation
Ussher est né à Dublin, en Irlande, dans une famille anglo-irlandaise aisée. Son plus jeune frère, le seul autre à avoir atteint l’âge adulte, devint un éminent spécialiste de l’arabe et de l’hébreu. D’après son chapelain et biographe, Nicholas Bernard (en), Ussher apprit à lire grâce à deux de ses tantes, aveugles et vieilles filles. Démontrant une grande aptitude pour les langues, James entra à la Dublin Free School, puis au tout nouveau Trinity College le 9 janvier 1594, à l’âge de treize ans. Ayant obtenu son diplôme en 1598, il devint membre de l’université en 1600. En 1602, son oncle Henry Ussher, archevêque d’Armagh et primat d’Irlande, le nomma prêtre à la Trinity College Chapel.

## Début de carrière
En 1619, Ussher commença un voyage de deux ans en Angleterre. Son seul enfant, Elizabeth, est née à Londres cette même année. James Ussher devint un personnage incontournable après sa rencontre avec Jacques Ier d'Angleterre. Il fut nommé évêque de Meath en 1621 et devint un personnage d’envergure nationale en Irlande. Ussher accéda au Privy Council en 1623, tout en poursuivant ses travaux érudits. De 1623 à 1626, Ussher partit à nouveau en Angleterre et fut dispensé de ses obligations épiscopales afin d’étudier l’histoire ecclésiastique. L’homme, en 1625, succéda finalement à son oncle aux fonctions d’archevêque d'Armagh et de primat de toute l’Irlande.

## Travaux
Ussher était un calviniste convaincu, et en tant que primat il accéda à la tête de l’Église d'Irlande, protestante. Comme beaucoup de ses contemporains, il affichait un anti-catholicisme farouche, ce qui guida ses premiers travaux. Le ton de ses écrits reflète la dureté des débats théologiques au début de l’époque moderne. Par exemple, son Judgement of the Arch-Bishops and Bishops of Ireland (1626) commence ainsi :
« La religion des papistes est superstitieuse et idolâtre ; leur foi et leur doctrine erronées et hérétiques ; leur Église apostasique ; leur accorder la tolérance ou consentir à ce qu’ils puissent exercer librement leur religion est ainsi un grave péché. »
Ussher s’engagea dans d’intenses disputes avec les théologiens catholiques romains. Dès la période de ses études, il avait mis au défi un parent jésuite, Henry Fitzsimon, de débattre publiquement de l’identification du pape avec l’Antéchrist. De manière plus générale, Ussher écrivit cependant beaucoup sur la théologie ou l’histoire ecclésiastique, et ces thèmes remplacèrent peu à peu les diatribes anti-catholiques. Ses recherches sur l’ancienne Église irlando-celtique ont fait autorité jusqu’au XXe siècle. De Graeca Septuaginta Interpretum Verisone (1655) constitua la première étude sérieuse de la Septante.
Ussher fit pression pour que des mesures fermes soient prises à l’encontre des catholiques irlandais, mais l’anecdote selon laquelle il aurait réussi à empêcher la réintroduction du gaélique aux célébrations religieuses a depuis été réfutée. Le portrait traditionnel d’Ussher est celui d’un savant détaché des choses terrestres, au mieux médiocre en tant qu’homme politique ou administrateur. En réalité, il fut un évêque et un archevêque efficace, et sut s’imposer en politique, ce qui ne l’empêchait de préférer les recherches érudites à tout cela lorsqu’il le pouvait.
Il estime que Dieu créa le Ciel et la Terre le soir du 23 octobre 4004 avant Jésus-Christ.